# Tomášikovo
Tomášikovo (em húngaro: Tallós) é um município da Eslováquia, situado no distrito de Galanta, na região de Trnava. Tem 21,13 km² de área e sua população em 2018 foi estimada em 1.697 habitantes.

## Demografia
| Ano:        | 1994 | 2004   | 2014   | 2024   |
| ----------- | ---- | ------ | ------ | ------ |
| Broj ljudi: | 1488 | 1574   | 1645   | 1805   |
| Razlika:    |      | +5,77% | +4,51% | +9,72% |

| Ano:               | 2023 | 2024   |
| ------------------ | ---- | ------ |
| Número de pessoas: | 1796 | 1805   |
| Diferença:         |      | +0,50% |